# Crypsithyrodes concolorella
Crypsithyrodes concolorella là một loài bướm đêm thuộc họ Tineidae. Nó được tìm thấy ở Úc, Polynésie thuộc Pháp, Seychelles, Fiji, Hawaii, Java, quần đảo Rennell, the Caroline Islands và Malaya.
On the Seychelles, it is associated with the Seychelles sheath tailed bat (Coleura seychellensis).
Larvae have been reared from oblong, flat, brown cases which where được tìm thấy ở trash in the axils of the leaves of dead palm.